# Jyoti Basu

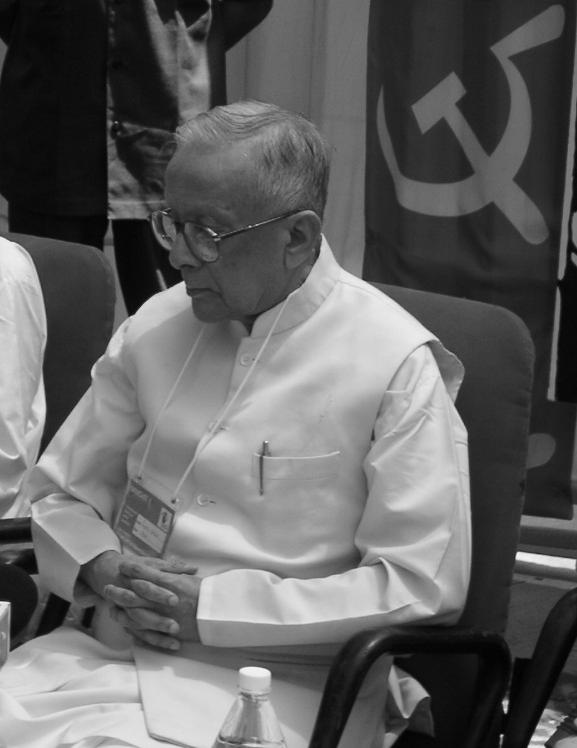
Jyoti Basu im Jahr 2005

Jyoti Basu (Bengalisch: জ্যোতি বসু, Jyoti Basu; * 8. Juli 1914 in Kolkata; † 17. Januar 2010 ebenda) war ein indischer Politiker der CPI(M). Er war von 1977 bis 2000 Chief Minister von Westbengalen und von 1964 bis 2008 Politbüromitglied seiner Partei.

## Leben
Basu wurde als Sohn eines Richters geboren. Er graduierte 1935 an der geisteswissenschaftlichen Fakultät des renommierten Presidency College der Calcutta University und ging danach nach London, um Rechtswissenschaft zu studieren. Durch seinen Studienfreund Bhupesh Gupta kam er mit der Communist Party of Great Britain in Berührung und war in linksgerichteten Kreisen indischer Studenten in England engagiert.
Jyoti Basu kehrte 1940 nach Indien zurück und wurde sofort Mitglied der Communist Party of India (CPI). 1944 delegierte ihn seine Partei zur Eisenbahnergewerkschaft, wo er Generalsekretär wurde.

## Politische Karriere
Basu wurde 1946 für die Wählerschaft der Eisenbahner in die Bengal Legislative Assembly (Parlament Bengalens) gewählt. Als sich die CPI 1964 spaltete, wurde Basu ein prominenter Führer der neuen Communist Party of India (Marxist) (CPI(M)). 1967 und 1969 wurde Basu Deputy Chief Minister (Stellvertretender Ministerpräsident) von Westbengalen in der Regierung einer großen Koalition.
Von 1977 bis 2000 war Jyoti Basu als Nachfolger von Siddhartha Shankar Ray selbst Chief Minister des Bundesstaates Westbengalen in jeweils linksorientierten Regierungen. Nach den politischen Unruhen der späten 1970er Jahre während der Regierungszeit Indira Gandhis stabilisierte sich die politische Situation in Westbengalen in den 1980er Jahren unter Basus Führung. Nach den Parlamentswahlen in Indien 1996 wurde er von den Parteien der siegreichen United-Front-Koalition für das Amt des indischen Premierministers vorgeschlagen, das Zentralkomitee der CPI(M) entschloss sich jedoch, nicht an der Regierung teilzunehmen, wodurch ihm dieser Posten versagt blieb. Basu trat im Jahr 2000 aus gesundheitlichen Gründen als Chief Minister von Westbengalen zurück und übergab das Amt seinem Parteigenossen Buddhadeb Bhattacharya. Als Mitglied des Politbüros seiner Partei fehlte er aus Altersgründen erstmals im Jahr 2006 im Alter von 91 Jahren bei einer Sitzung. Im März 2008 schied er zusammen mit Harkishan Singh Surjeet, dem einzigen anderen verbliebenen Gründungsmitglied des Politbüros der CPI(M), aus dem obersten Parteigremium aus.
Basu war der längstregierende Chief Minister eines indischen Bundesstaates, bis seine Amtszeit von 23 Jahren und 137 Tagen am 29. April 2018 von Pawan Chamling übertroffen wurde.